# Tarnac
Tarnac is een gemeente in het Franse departement Corrèze (regio Nouvelle-Aquitaine) en telt 356 inwoners (1999). De plaats maakt deel uit van het arrondissement Ussel.

## Geografie
De oppervlakte van Tarnac bedraagt 67,2 km², de bevolkingsdichtheid is 5,3 inwoners per km².
De onderstaande kaart toont de ligging van Tarnac met de belangrijkste infrastructuur en aangrenzende gemeenten.

## Demografie
Onderstaande figuur toont het verloop van het inwonertal (bron: INSEE-tellingen).